# Emil Kroymann
Emil Kroymann (* 15. Dezember 1865 in Bordesholm; † 17. Juli 1951 in Karlsruhe) war ein deutscher Klassischer Philologe und Schulleiter des Gymnasiums Steglitz.

## Leben
Kroymann legte das Abitur am Gymnasium Rendsburg ab. Er arbeitete nach dem Studium der Klassischen Philologie und der Göttinger Dissertation 1893 zur Textkritik bei Tertullian wissenschaftlich vor allem zu diesem Autor. Als Lehrer wirkte er in Plön, Düsseldorf, Essen und ab 1909 Steglitz bei Berlin, wo er 1919 zum Oberstudiendirektor befördert wurde. Er publizierte u. a. eine griechische Schulgrammatik. 1925 wurde er als 1. Vorsitzender des neu gegründeten Deutschen Altphilologenverbandes gewählt. Werner Jaeger, dessen Paideia-Konzept er mittrug, unterstützte ihn als 2. Vorsitzender. Das Steglitzer Gymnasium wurde bekannt als Ursprungsort des Wandervogels im Kaiserreich.
Kroymann war seit seinem Studium Mitglied und später Alter Herr des Philologisch-Historischen Vereins Göttingen im Naumburger Kartellverband.

## Schriften (Auswahl)
- Theodor Kükelhaus : eine Gedächtnisrede. Voß, Düsseldorf 1905 (Digitalisat)
- Emil Kroymann, Otto Regenbogen: Was erwarten Schule und Universität auf dem Gebiete des altsprachlichen Unterrichts voneinander?, 2 Vorträge, geh. auf d. 56. Versammlung deutscher Philologen und Schulmänner in Göttingen am 29. Sept. 1927, Teubner Leipzig 1928